# 埃科爾斯縣 (喬治亞州)
埃科爾斯縣（英語：Echols County）是美国喬治亞州南部的一個郡，南鄰佛罗里达州，面積1,093平方公里。根據2020年美國人口普查，共有人口3,697人。縣治斯塔滕維爾（Statenville）。該縣成立於1858年12月13日，縣名紀念在美墨戰爭期間去世的州議員羅伯特·M·埃科爾斯（Robert M. Echols）。